# Северный проспект (Санкт-Петербург)
Се́верный проспе́кт — проспект в Выборгском, Калининском и Красногвардейском районах Санкт-Петербурга. Проходит от проспекта Тореза и проспекта Энгельса до (по проекту) Ручьёвской дороги (фактически до улицы Руставели).

## История

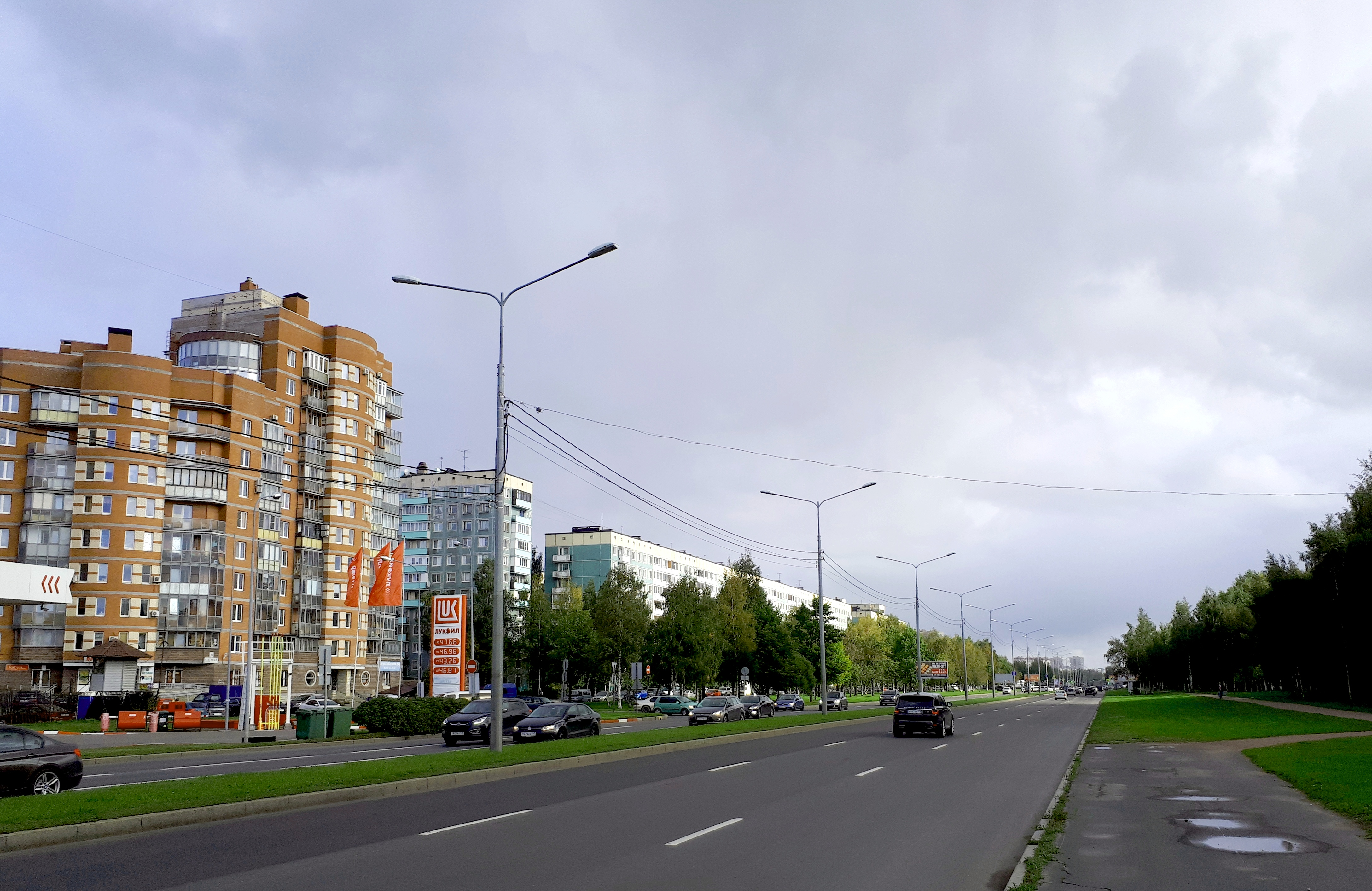

Образован 3 марта 1975 года в результате объединения Городского переулка (известен с 1960-х годов), проходившего от проспекта Энгельса до улицы Есенина, дороги на Озерки (от улицы Руставели до Тихорецкого проспекта) и новой безымянной магистрали.
Площадь, образованная пересечением Северного и Гражданского проспекта, получила название Северная в 1979 году.
28 апреля 2016 года продлён на восток до Ручьёвской дороги (фактически этот участок еще не построен).
В 2024 году начнётся проектирование продолжения Северного проспекта от улицы Руставели до Шафировского проспекта.

## География
Соединяет проспект Энгельса и улицу Руставели, протянувшись с запада на восток, немного изменяя своё направление на юго-восточное на территории западной оконечности Муринского парка. Восточная половина проспекта служит фактической (южной) границей этого парка. Через Муринский ручей, протекающий через парк, перекинут мост, который является частью магистрали Северного проспекта.
Обособленный участок Северного проспекта (не связанный с основной его частью) проходит восточнее Ручьёвской дороги, параллельно Пискарёвскому проспекту.
Часть Северного проспекта от проспекта Художников до Тихорецкого проспекта является северной границей лесопарка Сосновка.

## Здания и сооружения
Нечётная (южная) сторона:
- д. 1:

1. Медицинская академия последипломного образования (МАПО)
2. Городская больница Святого Великомученика Георгия[вд]
3. ГУЗ Городской трансфузиологический центр
4. Кардиохирургический центр НИИ кардиологии
5. Домовая церковь Святого Великомученика Георгия Победоносца

- д. 5:

1. ТЦ Маршал
2. Комплекс сервисных центров и магазинов автозапчастей

- д. 11:

1. ГУП Садово-парковое предприятие «Выборгское»
2. СПб ГУП Парк «Сосновка»

- Мост через Муринский ручей
- д. 51 — «Северный Торговый Рынок» (ликвидирован в августе 2015 года)
- д. 61/3 — ГДОУ Детский сад № 43 Калининского района
- д. 63/1 — Ветеринарная клиника «Умка»
- д. 65/2 — ГДОУ Детский сад № 102 Калининского района
- д. 79 — Территориальный пункт № 16 Отдела УФМС РФ по Санкт-Петербургу и Ленинградской области в Калининском районе
- д. 89/3 — Детский дом № 20 Калининского района

Чётная (северная) сторона:
- д. 2 — стоянка
- д. 6/2 — ГБДОУ Детский сад № 137 Выборгского района
- д. 10/3 — ГДОУ Детский сад № 136 Выборгского района
- д. 12/2 — ГДОУ Детский сад № 111 Выборгского района
- д. 12/3 — ГДОУ Детский сад № 134 Выборгского района
- д. 18/1 — Частный Ясли-сад
- д. 24/2 — ГДОУ Детский сад № 79 Выборгского района
- д. 44 — КАС № 3, 8, 9 Калининского района
- д. 80 — автостоянка КАС № 24

## Транспорт
На пересечении с проспектом Энгельса:
- Метро: Озерки (790 м)
- Автобусы: № 85, 86, 208
- Трамвай: № 9, 20, 21

На пересечении с проспектом Художников:
- Автобусы: № 80, 123, 270
- Троллейбус: № 21

На пересечении с Тихорецким проспектом/ проспектом Культуры:
- Автобусы: № 270, 275, 283, 399
- Трамвай: № 9, 55, 61
- Троллейбус: № 4, 21
- Ж/д платформы: Парнас (2900 м)

На пересечении со Светлановским проспектом:
- Метро: Академическая (1680 м)
- Автобусы: № 69, 98, 176, 270, 271, 283
- Троллейбус: № 13, 40

На пересечении с Гражданским проспектом:
- Метро: Академическая (1210 м), Гражданский проспект (1570 м)
- Автобусы: № 40, 60, 93, 94, 102, 103, 153, 177, 178, 199, 206, 270, 295
- Троллейбус: № 6, 21, 31, 38
- Ж/д платформы: Депо Ручьи (1800 м)

На пересечении с улицей Руставели:
- Метро: Академическая (2060 м)
- Автобусы: № 61, 94, 176, 199, 272, 294
- Трамвай: № 51, 100
- Ж/д платформы: Депо Ручьи (246 м)

## Пересечения
С запада на восток:
- проспект Тореза
- проспект Энгельса
- Поклонногорская улица
- улица Есенина
- проспект Художников
- улица Сантьяго-де-Куба
- проспект Культуры
- Тихорецкий проспект
- Светлановский проспект
- Улица Вавиловых
- Гражданский проспект
- улица Софьи Ковалевской
- улица Руставели
- Ручьёвская дорога (проект)
- Шафировский проспект (проект)

## Почтовые индексы
| Номер дома         | Индекс |
| ------------------ | ------ |
| Нечётные 1—11      | 194354 |
| Чётные 2—16        | 194354 |
| Чётные 18—26       | 194295 |
| Чётные 28—32       | 194291 |
| 44, нечётные 61—75 | 195257 |
| Нечётные 77—81     | 195256 |
| Нечётные 83—93     | 195252 |